# Sixeonotus dextratus
Sixeonotus dextratus är en insektsart som beskrevs av Knight 1928. Sixeonotus dextratus ingår i släktet Sixeonotus och familjen ängsskinnbaggar. Inga underarter finns listade i Catalogue of Life.